# جانی ری
جانی ری (انگلیسی: Johnnie Ray; ۱۰ ژانویهٔ ۱۹۲۷ – ۲۴ فوریهٔ ۱۹۹۰) خواننده، ترانه‌سرا، بازیگر تلویزیون و بازیگر سینما اهل ایالات متحده آمریکا بود. وی بین سال‌های ۱۹۵۱ تا ۱۹۸۹ میلادی فعالیت می‌کرد.
از فیلم‌ها یا برنامه‌های تلویزیونی که وی در آن نقش داشته‌است می‌توان به هیچ شغلی مثل نمایش نیست اشاره کرد.